# Librevillea klainei
Librevillea klainei là một loài thực vật có hoa trong họ Đậu. Loài này được (Harms) Hoyle miêu tả khoa học đầu tiên.